# Bullpound Creek
Bullpound Creek är ett vattendrag i Kanada.   Det ligger i provinsen Alberta, i den centrala delen av landet, 2 700 km väster om huvudstaden Ottawa.
Trakten runt Bullpound Creek består i huvudsak av gräsmarker. Trakten runt Bullpound Creek är nära nog obefolkad, med mindre än två invånare per kvadratkilometer.